# Ramit Tandon
Ramit Tandon (* 21. August 1992 in Kalkutta) ist ein indischer Squashspieler.

## Karriere
Ramit Tandon begann seine professionelle Karriere im Jahr 2017 und gewann bislang vier Turniere auf der PSA World Tour. Seine höchste Platzierung in der Weltrangliste erreichte er mit Rang 30 am 23. September 2024. Mit der indischen Nationalmannschaft nahm er 2013 an der Weltmeisterschaft teil. Er gehörte zudem 2016 zum Kader bei den Weltmeisterschaften im Doppel und Mixed. Im Doppel schied er mit Harinder Pal Sandhu in der Gruppenphase aus. Auch bei den Commonwealth Games 2018 startete er im Doppel und erreichte mit Vikram Malhotra das Viertelfinale. Bei den Asienspielen 2018 gewann er mit der Mannschaft die Bronzemedaille. Drei Jahre später wurde er Vizeasienmeister mit der Mannschaft. 2022 gelang mit der Mannschaft schließlich der Titelgewinn.
Tandon schloss 2014 ein Statistikstudium an der Columbia University ab. Parallel war er im College Squash aktiv. Nach dem Studium arbeitete er unter anderem zwei Jahre in New York City in der Finanzbranche, Squashturniere bestritt er nebenbei. Seit September 2017, vier Monate nach seinem ersten Turniersieg auf der World Tour, spielt er auf der Tour als Vollprofi.

## Erfolge
- Asienmeister mit der Mannschaft: 2022
- Gewonnene PSA-Titel: 4
- Asienspiele: 1 × Bronze (Mannschaft 2018)